# Obština Boljarovo
Obština Boljarovo (bulharsky Община Болярово) je bulharská jednotka územní samosprávy v Jambolské oblasti. Leží v jihovýchodním Bulharsku na severních svazích pohoří Strandža u hranic s Tureckem. Sídlem obštiny je město Boljarovo, kromě něj zahrnuje obština 19 vesnic. Žijí zde zhruba 3 tisíce stálých obyvatel.

## Sídla
| - Boljarovo (sídlo správy) - Dăbovo - Dennica - Goljamo Kruševo - Gorska Poljana - Iglika - Kamen Vrăch | - Krajnovo - Malko Šarkovo - Mamarčevo - Oman - Popovo - Ružica - Sitovo | - Stefan Karadžovo - Strandža - Šarkovo - Vălči Izvor - Voden - Zlatinica |

## Sousední obštiny
| Růžice kompasu |         | Straldža          |        | Růžice kompasu |
| Růžice kompasu | Elchovo | Sever             | Sredec | Růžice kompasu |
| Růžice kompasu | Elchovo | Obština Boljarovo | Sredec | Růžice kompasu |
| Růžice kompasu | Elchovo | Jih               | Sredec | Růžice kompasu |
| Růžice kompasu |         |                   |        | Růžice kompasu |

## Obyvatelstvo
V obštině žije 3 064 stálých obyvatel a včetně přechodně hlášených obyvatel 3 546. Podle sčítáni 1. února 2011 bylo národnostní složení následující:
- Bulhaři: 3 312 (83.7 %)
- Romové: 566 (14.3 %)
- Turci: 33 (0.8 %)
- ostatní: 46 (1.2 %)